# Želtura
La Želtura (in russo Желтура́?; in buriato: Зэлтэр гол; in mongolo: Зэлтэрийн гол, Zėltėrijn gol) è un fiume della Mongolia e della Russia siberiana orientale meridionale (Buriazia), affluente di destra della Džida. Scorre nei rajon Zaigraevskij e Kižinginskij della Repubblica Autonoma della .
Il fiume ha origine in Mongolia e solo per gli ultimi circa 17, 18 chilometri entra nel distretto Džidinskij della Buriazia. Sfocia nella Džida a 158 km dalla foce, poco a valle del villaggio di Želtura. La lunghezza del fiume è di 202 km, l'area del bacino è di 5320 km².